# 나카노 유카리
나카노 유카리(中野友加里, 일본어: なかの ゆかり), 1985년 8월 25일~)는 일본 피겨 스케이팅 선수이다. 일본 아이치현 고난시에서 태어났고 와세다 대학원 인간과학부에 재학 중이다.

## 기본정보
- 생년월일: 1985년 8월 25일(39세)
- 키: 154cm
- 출생지: 아이치현 고난시
- 거주지: 아이치현 고난시
- 학력: 와세다 대학 대학원 재학 중
- 소속사: 프린스호텔
- 코치: 사토 노부오
- 안무가: 마리나 주에바
- 역대 코치: 야마다 마치코, 히구치 미호코
- ISU 공인 개인 최고 기록
  - 쇼트프로그램: 62.08 (2008 그랑프리 파이널)
  - 프리스케이팅: 116.30 (2008 세계선수권)
  - 총 점: 177.40 (2008 세계선수권)

## 경력
6세때 피겨스케이팅을 시작하여 2001-02 시즌까지 주니어 선수로 활약했다. 2002년 주니어 월드에서는 은메달을 차지했다.
2002-03 시즌, 17세 때 스케이트 아메리카에서 피겨스케이팅 사상 여자선수로는 역대 3번째로 트리플악셀을 성공시켰다.
2006년 3월에는 처음으로 세계선수권에 출전하여 5위의 성적을 거두었고, 2007세계선수권 역시 5위를 차지했다. 2007-08시즌에 들어서 그동안 성공률이 낮았던 트리플 악셀을 시도하여 총 4회의 국제대회 중에서 3회를 성공했다. 이것은 현재 트리플악셀을 구사하는 여자 선수 중에서 가장 높은 성공률이다. 2008년 3월에 열린 세계 선수권에서는 가장 좋은 성적인 4위를 기록했다. 세계 상위권에 꾸준히 이름을 올렸으나, 일본의 두꺼운 여자 피겨 선수층으로 여자 싱글에서 나라당 최대 3명까지만 주어지는 동계 올림픽에는 참가하지 못했으며, 2009년 일본 선수권에서도 3위를 차지하여 2010년 동계 올림픽에도 참가 자격을 얻지 못했다.
2010년 세계선수권 대표명단에 올랐으나, 현역 은퇴를 선언하고 올림픽 대표로만 참가할 예정이던 스즈키 아키코가 대신 출전자격을 얻게 되었다. 은퇴 후엔 대학원 재학 중
입사가 결정된 후지TV에 들어가 영화담당 부서의 직원으로 일하고 있다.

## 스케이팅 기술
- 트리플악셀(3회전반바퀴)점프를 경기에서 성공한 적이 있다.

- 3회전 러츠 점프의 도약 방법이 잘못되었다는 지적을 받고 있다. 올바른 러츠 점프는 스케이트의 바깥쪽 엣지로 도약하여 점프를 해야 하지만, 나카노는 점프 직전에 스케이트의 안쪽 엣지로 바꾸고 점프를 하여 플러츠(Flutz)점프가 된다. 그녀는 주니어 시절부터 잘못된 플러츠 점프를 하면서 감점을 받기도 했다. 게다가 3회전 플립의 도약까지 잘못되었다는 지적을 받았다. 올바른 플립 점프는 스케이트의 안쪽 엣지로 도약하여 점프를 해야 하지만, 나카노는 점프 직전에 스케이트의 바깥쪽 엣지로 바꾸고 점프를 하여 감점을 받기도 했다. 2007년 5월, ISU(국제빙상연맹)에서 강화된 규칙에서는 이러한 잘못된 점프를 엄격하게 단속한다는 규정이 수록되어, 2007-08시즌부터는 잘못된 에지의 점프에 감점을 받고 있다. 이로 인해, 2007-08시즌에서는 출전한 모든 국제대회에서 '회전 부족 판정' 혹은 '잘못된 점프도약 판정'을 받고 있다. 여자선수 중에는 두 가지 점프를 모두 감점받은 최초이자 현재까지 유일한 선수이기도 하다. 또한 점프를 할 때 다리가 숫자 "4" 모양으로 휘감기는 모양 때문에 감점을 받기도 한다. 이러한 점프 자세는 미관상 보기 좋지 않으므로 감점의 대상이 될 수 있다고 한다.(2001년 3월 세계 주니어 선수권 중계 방송에서 일본의 J-sports 해설에 근거.)

- 스핀에서 좋은 레벨을 받고 있으며 빠른 속도와 고정된 축을 가지고 있다. 특히 몸을 동그랗게 구부려 만드는 '도넛 스핀'으로 유명하다.

## 주요 대회 기록

### 2002년 이후
| 대회/시즌          | 02-03 | 03-04 | 04-05 | 05-06 | 06-07 | 07-08 | 08-09 | 09-10 |
| ------------------ | ----- | ----- | ----- | ----- | ----- | ----- | ----- | ----- |
| 세계선수권         |       |       |       | 5     | 5     | 4     |       |       |
| 일본선수권         | 6     | 7     | 6     | 5     | 3     | 3     | 5     | 3     |
| 4대륙선수권        | 3     | 6     | 11    | 2     |       |       |       |       |
| 그랑프리 파이널    |       |       |       | 3     |       | 5     | 5     |       |
| NHK 트로피         |       |       |       | 1     |       |       | 3     | 4     |
| 스케이트 아메리카  |       | 7     | 8     |       |       |       | 2     |       |
| 컵 오브 러시아     |       | 8     |       |       |       | 2     |       |       |
| 스케이트 캐나다    |       |       | 11    | 3     |       | 2     |       |       |
| 컵 오브 차이나     |       |       | 11    |       | 2     |       |       |       |
| 트로피 에릭 봉파르 |       |       |       |       |       |       |       | 3     |
| 트로피랄릭         | 6     |       |       |       |       |       |       |       |
| 동계아시안게임     | 3     |       |       |       |       | 1     |       |       |
| 아시아 선수권      |       |       |       | 1     | 1     |       |       |       |

### 2002년 이전
| 대회/시즌                | 1997-1998 | 1998-1999 | 1999-2000 | 2000-2001 | 2001-2002 |
| ------------------------ | --------- | --------- | --------- | --------- | --------- |
| 주니어 세계선수권        |           |           | 7         | 4         | 2         |
| 일본선수권               |           |           | 8         |           | 5         |
| 주니어 일본선수권        |           | 11        |           | 1         | 2         |
| N.일본선수권             | 9         | 1         |           |           |           |
| 주니어 그랑프리 파이널   |           |           | 5         | 3         | 5         |
| 주니어 그랑프리 일본     |           |           | 2         |           | 2         |
| 주니어 그랑프리 불가리아 |           |           |           |           | 3         |
| 주니어 그랑프리 중국     |           |           |           | 1         |           |
| 주니어 그랑프리 멕시코   |           |           |           | 1         |           |
| 주니어 그랑프리 캐나다   |           |           | 4         |           |           |
| 트리글라브 트로피        |           | 1 N.      |           |           |           |

N.= 노비스(13세 이하)